# ザ・ハウスルール
『ザ・ハウスルール』は日本テレビで不定期に放送されていた特別番組である。

## 放送内容
芸能人のちょっと変わった家のルールを紹介する。調査員（お笑い芸人、日本テレビアナウンサー）が実際に芸能人宅に訪問して調査する。

## MC
- 上田晋也（くりぃむしちゅー）

## 放送日・時間
放送時間はいずれも日本標準時（JST）による。
| 回数  | 放送日時                    | 視聴率 |
| ----- | --------------------------- | ------ |
| 第1回 | 2009年3月14日13:30 - 14:30  |        |
| 第2回 | 2009年10月13日22:00 - 23:24 | 10.8%  |
| 第3回 | 2010年3月31日22:00 - 23:15  | 10.4%  |

しかし、これ以降放送されていない。

## スタッフ

### 第2回
- 構成：石原健次
- 美術：鈴木喜勝
- 美術進行：高野豊
- デザイン：平岡真穂
- TM：古井戸博
- SW：小林宏義
- カメラ：望月達史
- 照明：小笠原雅登
- 音声：渡辺祐一
- 調整：萩野谷直樹
- 音効：井上研一
- TK：本田浩子
- 編集：八木幹治
- MA：和田龍彦
- 海外コーディネート：HIRO東谷（RAS）、込山あつし（RAS）
- AP：安達流海子
- デスク：山本恭代
- ディレクター：高橋左和巳、小林圭子、武信考
- 演出：田口マサキ
- 演出・プロデュース：北條伸樹
- チーフプロデューサー：大野彰作
- 制作協力：アンメック
- 製作著作：日本テレビ